# Карл фон Лайнинген
Карл Фридрих Вилхелм Емих фон Лайнинген (на немски: Karl Friedrich Wilhelm Emich Fürst zu Leiningen; * 12 септември 1804, Аморбах, Бавария; † 13 ноември 1856, дворец Валдлайнинген при Аморбах) от род Лайнинген-Дагсбург-Хартенбург, е 3. княз на Лайнинген (1814 – 1856). Той е по-голям полубрат на Кралица Виктория (упр. 1837 – 1901).

## Биография
Той е син на княз Емих Карл фон Лайнинген (1763 – 1814) и втората му съпруга принцеса Виктория фон Сакс-Кобург-Заалфелд (1786 – 1861), дъщеря на херцог Франц Фридрих Антон фон Саксония-Кобург-Заалфелд, и графиня Августа Ройс Еберсдорф. Внук е на княз Карл Фридрих Вилхелм фон Лайнинген (1724 – 1807) и графиня Кристиана Вилхелмина фон Солмс-Рьоделхайм (1736 – 1803).
През 1796 г. фамилията е изгонена от французите от Пфалц. Новата резиденция на фамилията става Аморбах. През 1803 г. се образува Княжество Лайнинген.
Сестра му Анна Феодора Августа Шарлота (1807 – 1872) се омъжва през 1828 г. в дворец Кенсингтън, Лондон, за княз Ернст I фон Хоенлое-Лангенбург (1794 – 1860).
Майка му Виктория фон Саксония-Кобург-Заалфелд се омъжва втори път на 29 май 1818 г. за Едуард Огъстъс (1767 – 1820), херцог на Кент, принц на Великобритания и Ирландия, син на крал Джордж III, и има една дъщеря Александрина-Виктория (1819 – 1901), бъдеща кралица на Обединено кралство Великобритания и Ирландия.
Карл фон Лайнинген следва от 1821 до 1823 г. право в университета в Гьотинген и прекарва ваканциите си в Англия, където майка му е омъжена втори път и при полусестра си Виктория.
От 1823 до 1842 г. той се занимава предимно с управлението на Княжество Лайнинген, строи новата резиденция дворец Валдлайнинген. От 1831 г. е наследствен член на баварския Райхстаг, от 1820 г. също в Първата камера на Великото херцогство Хесен, и от 1818 г. в Първата камера на Великото херцогство Баден, където има ранг великохерцогски генерал-майор. Той е външен министър на Дойчен Райх 1848/1849 г.
Карл фон Лайнинген умира от сърдечен удар на 13 ноември 1856 г. в дворец Валдлайнинген близо до Аморбах. Неговият главен наследник е синът му Ернст фон Лайнинген.

## Фамилия
Карл фон Лайнинген се жени на 13 февруари 1829 г. в Аморбах за графиня Мария фон Клебелсберг (* 27 март 1806, Дирна при Табор, Бохемия; † 28 октомври 1880, Бон), дъщеря на граф Максимилиан фон Клебелсберг (1752 – 1811) и Мария Анна фон Турба (1763 – 1833). Те имат двама сина:
- Ернст Леополд Виктор Карл Август Йозеф Емих (* 9 ноември 1830; † 5 април 1904), княз на Лайнинген, пфалцграф на Мозбах, граф на Дюрн, женен на 11 септември 1858 г. в Карлсруе за принцеса Мария Амалия фон Баден (* 20 януари 1834, Карлсруе; † 21 ноември 1899, Валдлайнинген), дъщеря на велик херцог Леополд I фон Баден и принцеса София Шведска, дъщеря на крал Густав IV Адолф от Швеция.
- Едуард Фридрих Максимилиан Йохан (* 5 януари 1833; † 9 април 1914), принц на Лайнинген, неженен